# Дархадская котловина
Дархадская котловина (чаще встречается вариант Дархатская котловина, монг. Дархадын хотгор) — большая котловина на северо-западе аймака Хувсгел в Монголии.

## География
Расположена между хребтами Улаан-Тайга и Хорьдолын-Сарьдиг-Нуру на высоте от 1534 до 1600 м, имеет максимальную длину 106 км и ширину 53 км. Площадь 4270 км².
Котловина богата озёрами и реками, крупнейшими из которых являются озеро Доод-Цагаан-Нуур и река Шишгид-Гол (монгольское наименование Верхнего Енисея). Этот район славится своей природной красотой, но он относительно отдалённый и труднодоступный.

## Государственная и административная принадлежность
До 1912 года Дархадская котловина была в составе Китайской империи, позднее номинально находилась в составе богдо-ханской Монголии, в апреле 1914 года вошла в состав Российской империи в качестве части её протектората Урянхайский край.
14 августа 1921 г. Всетувинский учредительный хурал постановил не включать в состав Танну-Тувы Хазутский хошун (Дархадскую котловину), как пребывающий в составе Монголии. Инициатор созыва Всетувинского учредительного хурала И. Сафьянов 23 августа 1921 г. в письме монгольскому чиновнику сообщал: «На съезде были объединены все хошуны, кроме Хазутского, который совершенно исключён из состава народа Танну Тува». В 1925 году пребывание Дархадской котловины в составе Монгольской народной республики было закреплено договором о взаимном признании Тувинской и Монгольской народных республик.
В настоящее время Дархадская котловина разделена между сомонами Улаан-Уул, Рэнчинлхумбэ и Цагааннуур.